# ۴۱ جی. آتش‌دان
۴۱ G. آتش‌دان یک ستاره است که در صورت فلکی آتشدان قرار دارد.